# نبرد حصید

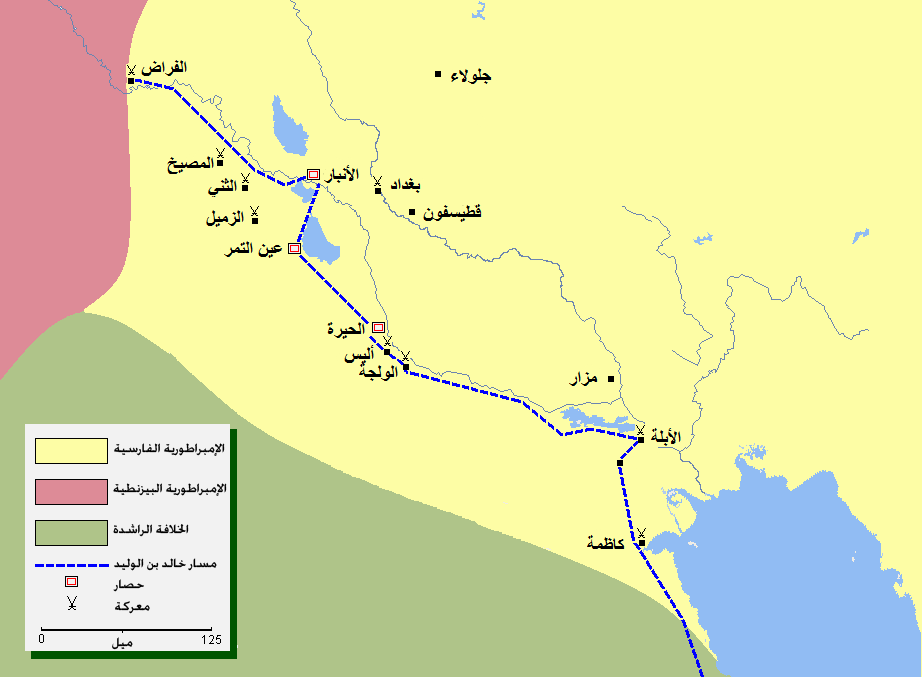
جبهه های نبرد

نبرد حصید ، نبردی بود که بین لشکر خلافت راشدین به فرماندهی قعقاع بن عمرو و ارتش شاهنشاهی ساسانی و عرب‌های مسیحی تابع ایران در سال ۶۳۳ میلادی به وقوع پیوست. سپاه مسلمانان در نبردی سرنوشت‌ساز ارتش ایران را شکست داد و تمامی فرماندهان ایرانی درگیر در این نبرد کشته شدند.

## پیش زمینه
اعراب مسیحی که بر اثر شکست در نبرد انبار کشته های زیادی داده بودند به دنبال گرفتن انتقام از اعراب مسلمان بودند بنابراین با یکی از فرماندهان ارتش ساسانی به نام بهمن بر علیه سپاه مسلمانان متحد شدند. بهمن نیروهای ایرانی- عرب خود را به دو لشکر تقسیم کرد و از تیسفون بیرون برد. لشکر اول به فرماندهی سردار روزبه به سمت حصید حرکت کرد و لشکر دوم به فرماندهی زرمهر به سمت صحرای خنفی حرکت کرد.  در حال حاضر این دو ارتش برای سهولت حرکت و فرماندهی، در مناطق جداگانه قرار داشتند.بهمن قصد داشت تمام ارتش شاهنشاهی را برای مقابله با حمله مسلمانان متمرکز کند، یا اینکه برای جنگ با اعراب در حیره به سمت جنوب حرکت کند.
خالد بن ولید از دومه جندل به سمت حیره حرکت کرد، او لشکر مسلمانان حیره را به دو بخش تقسیم کرد، یکی از آنها را زیر نظر قعقاع بن عمرو و دیگری را تحت نظر «عصمه بن عبدالله» قرار داد.خالد هر دو را به عین التمر فرستاد و پس از استراحت لشکریانش که در دومه جندل جنگیده بودند، اندکی بعد به آنها ملحق شد.

## شرح نبرد
نیروهای قعقاع با ارتش زرمهر در حصید مقابل یکدیگر  قرار گرفتند، در حالی که عصمه بن عبدالله در صحرای خنفی با روزبه برخورد کرد. قعقاع به نیروهای خود دستور داد که طبق فرمان خالد، هر وقت که با نیروهای دشمن روبه رو شدند بلافاصله به آنها حمله کنند. زرمهر پس از مواجهه با لشکر قعقاع از روزبه که توسط نیروهای عصمه محاصره شده بود، درخواست کمک نمود اما روزبه نتوانست حصار لشکر عصمه را بشکند.قعقاع شخصاً زرمهر را کشت و روزبه نیز به دست عصمه کشته شد. پس از آن مسلمانان به اردوی لشکر ایران تاختند و بسیاری را به قتل رساندند. 
ایرانیان که متوجه کشته شدن فرماندهان خود و شکست در جنگ شدند عقب نشینی کردند.